# Baškirové
Baškirové, Baškorti či Baškiři (baškirsky Башҡорттар → Başqorttar, rusky Башкиры → Baškiry) jsou turkický národ žijící v Ruské federaci, především v Baškirské republice a oblasti jižního Uralu. Hovoří zpravidla baškirštinou, patřící mezi turkické jazyky; ovládají též ruštinu či tatarštinu. Vyznávají sunnitský islám.

## Počet a rozmístění Baškirů
V roce 2002 se v Rusku k baškirské národnosti přihlásilo 1 673 389 osob, z toho tři čtvrtiny v Baškortostánu, kde však tvoří pouze 29,5 % populace (vedle Rusů a Tatarů), tedy zhruba 1,2 milionu obyvatel. Dále žijí zejména v Orenburské, Čeljabinské a Sverdlovské oblasti a v Permském kraji. Zatímco však podíl Rusů v Baškortostánu klesá, baškirská populace poměrně výrazně roste, jak dokládá tabulka:
|                      | 1926    | 1939    | 1959    | 1970      | 1979      | 1989      | 2002      |
| -------------------- | ------- | ------- | ------- | --------- | --------- | --------- | --------- |
| Sovětský svaz        | -       | 843 648 | 989 040 | 1 239 681 | 1 371 452 | 1 449 157 | -         |
| Rusko (RSFSR)        | 712 366 | 824 679 | 953 801 | 1 180 913 | 1 290 994 | 1 345 273 | 1 673 389 |
| Baškortostán (BASSR) | 625 845 | 671 188 | 737 711 | 892 248   | 935 880   | 863 808   | 1 221 302 |

Mimo Rusko se s Baškiry setkáme v Uzbekistánu a Kazachstánu a dalších státech bývalého SSSR. Celkový počet příslušníků tak tvoří přibližně 1,8 milionu – jsou tedy podobně velkým národem jako např. Makedonci.

## Krátké dějiny

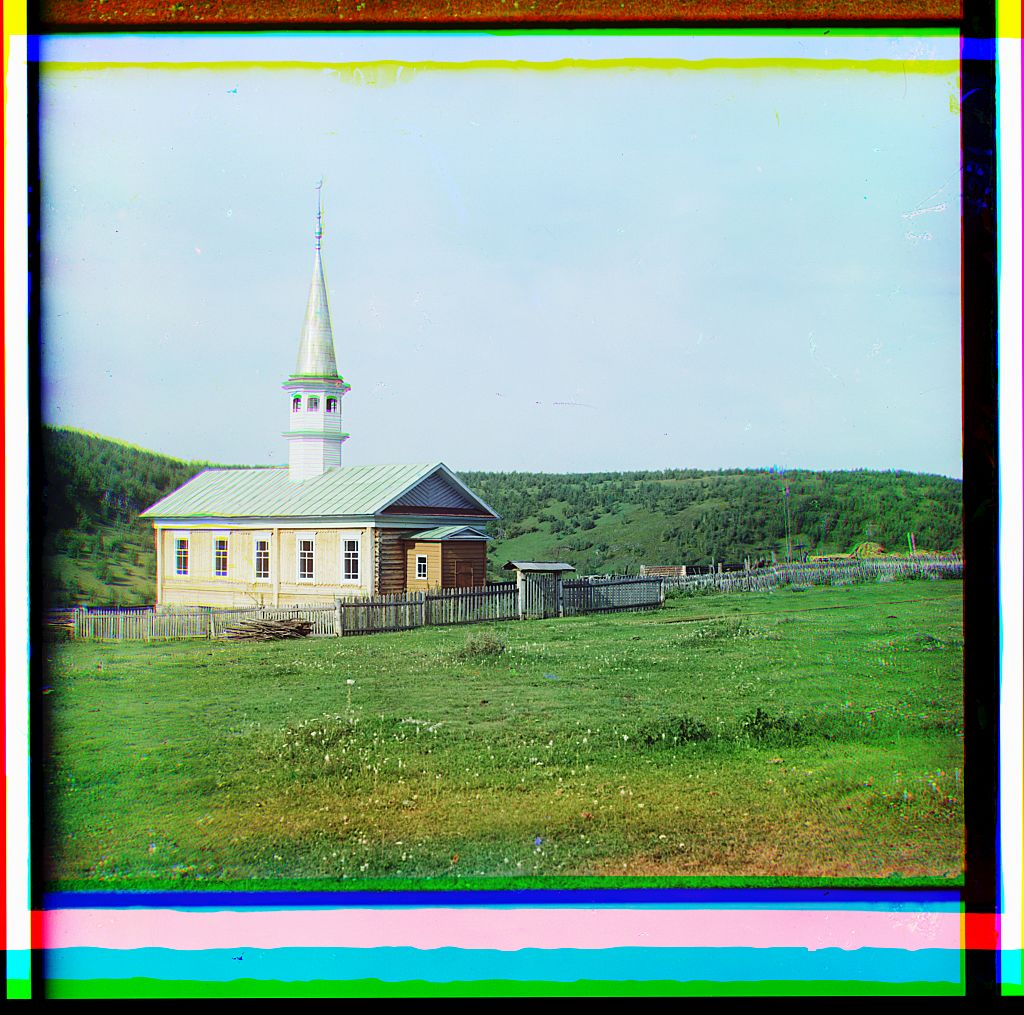
Mešita v baškirské obci Jahja (Jachino)

S názvem Baškirové se setkáváme poprvé v 10. století u arabského diplomata Ibn Fadlána, který navštívil s chalífovým poselstvím Volžské Bulharsko, s nímž tehdy nomádští Baškirové sousedili. V dalších stoletích prošli Baškirové mnoha boji s okolními národy. Od 16. století jsou (s malými přestávkami) pod nadvládou Ruska, v jehož rámci však požívají jistého stupně autonomie.

## Baškirští vládci
| pořadí | titul | jméno        | přibližný rok vládnutí | zemřel | poznámky                                                                             |
| ------ | ----- | ------------ | ---------------------- | ------ | ------------------------------------------------------------------------------------ |
| 01.    | král  | Ughyth       | -                      | -      | legendární král                                                                      |
| 02.    | -     | Kara-chán    | -                      | -      | legendární král                                                                      |
| 03.    | -     | ?            | -                      | -      | pravděpodobně součástí Bulharů (?–650)                                               |
| 04.    | chán  | Bažgird-chán | 850                    | -      | přibližně uvedená doba, pod nadvládou Chazarů (650–900)                              |
| 05.    | ?     | -            | -                      | -      | nezávislé kmenové konfederace (900–1238)                                             |
| 06.    | chán  | Masem-chán   | -                      | -      | -                                                                                    |
| 07.    | bej   | Mujtijen-bej | -                      | -      | první polovina 13. století                                                           |
| 08.    | -     | Maikji       | -                      | -      | první polovina 13. století, pod nadvládou Mongolů a součástí Zlaté hordy (1238–1427) |
| 09.    | ?     | -            | -                      | -      | pod nadvládou Kazaňského chanátu (1427–1552)                                         |
| 10.    | -     | Seit         | -                      | 1670   | pod nadvládou Moskvy a poté Ruska, ve vzpouře                                        |
| 11.    | -     | Aldar        | -                      | 1707   | je známo, že vládl v uvedené době ve vzpouře                                         |
| 12.    | -     | Kfisžom      | -                      | 1707   | je známo, že vládl v uvedené době ve vzpouře                                         |

## Fotogalerie

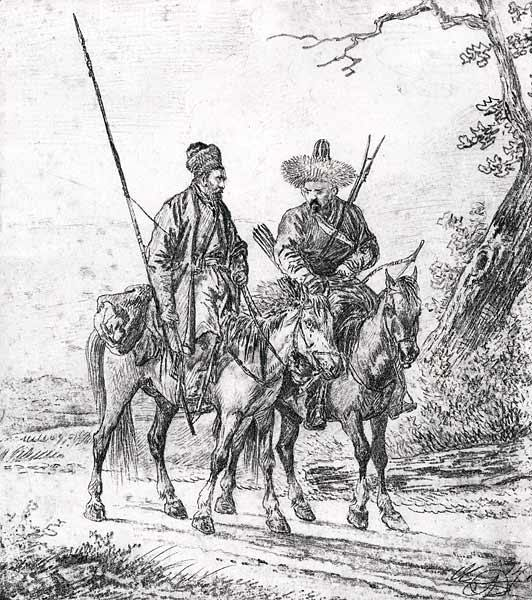
Dva baškirští jezdci, Aleksander Orłowski, počátkem 19. století
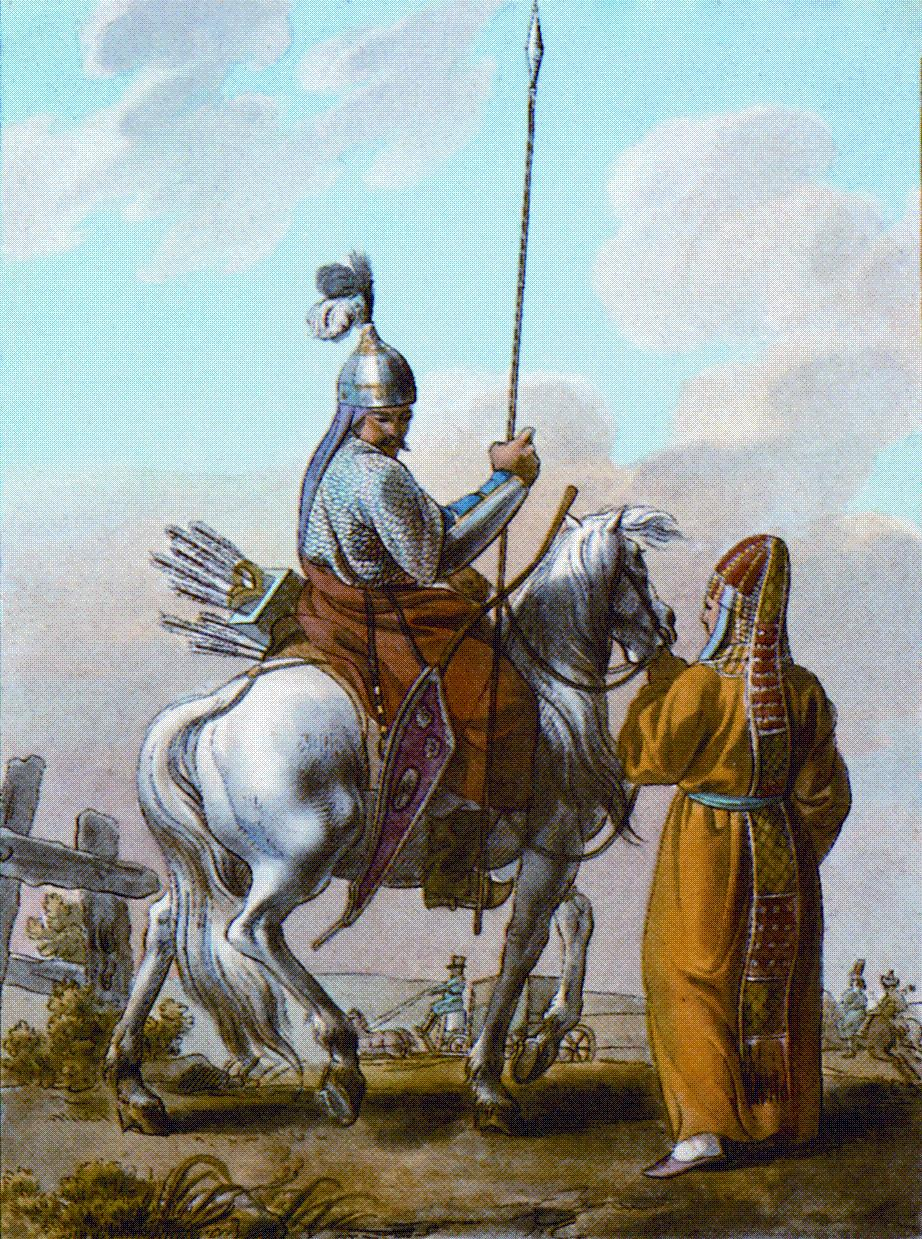
Baškirové v národním kroji, Paříž, 1812
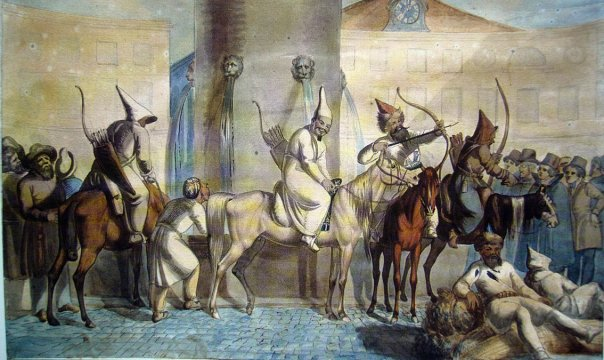
Baškirové sloužící v ruském vojsku v Paříži během napoleonských válek
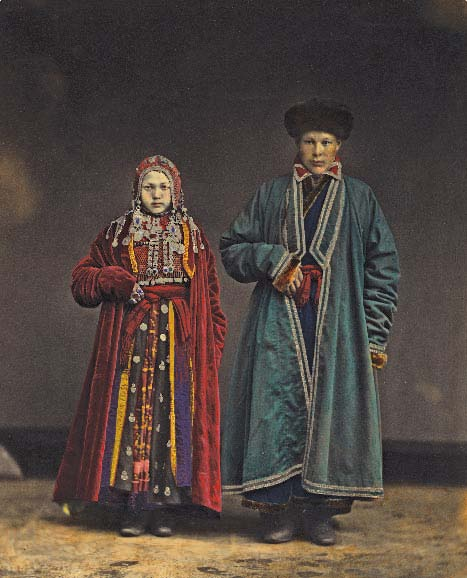
Baškirští manželé, M. Boucard, 1872
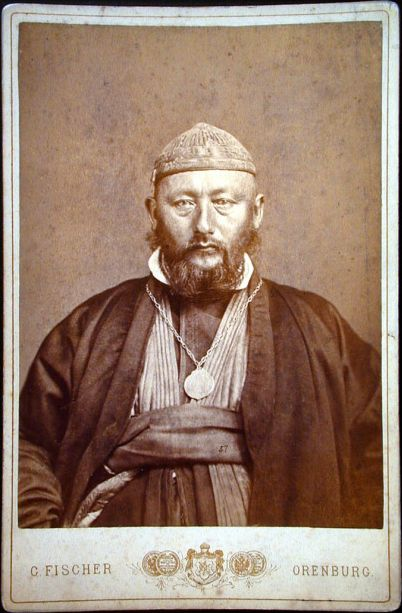
Baškirský starosta vesnice s medailonem, Orenburg, 1892
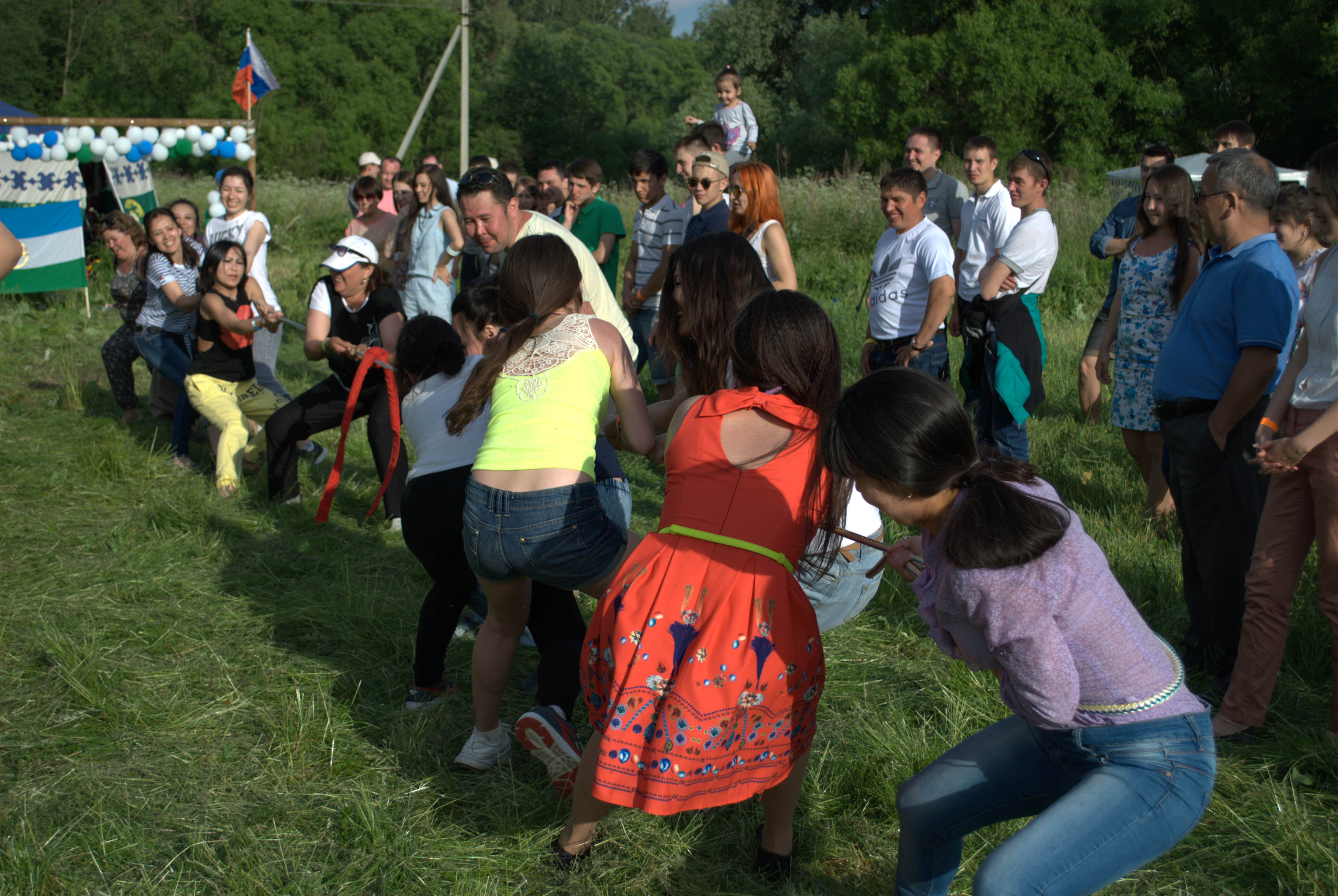
Baškirské oslavy Sabantuj
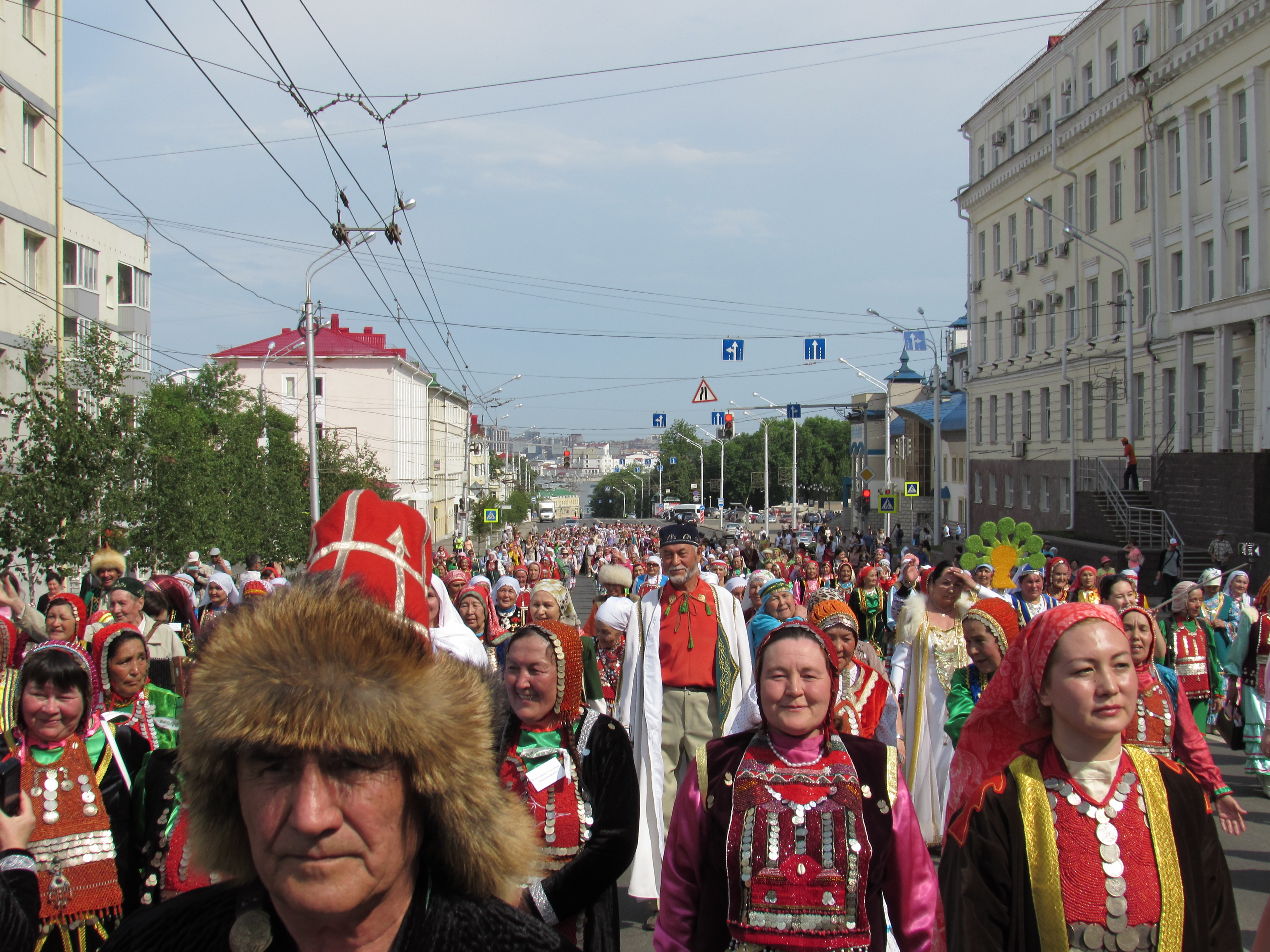
Baškirové v hlavním městě Baškortostánu Ufě v národním kroji
Vlajka Baškirů